# Quercus rupestris
Quercus rupestris är en bokväxtart som beskrevs av Paul Robert Hickel och Aimée Antoinette Camus. Quercus rupestris ingår i släktet ekar, och familjen bokväxter.
Artens utbredningsområde är Vietnam. Inga underarter finns listade i Catalogue of Life.